# Aeroporto de Imperatriz
O Aeroporto de Imperatriz - Prefeito Renato Moreira (Lei Ordinária nº 870/1998) (IATA: IMP, ICAO: SBIZ) localiza-se no município de Imperatriz, no estado do Maranhão. O aeroporto opera voos regionais e nacionais e tem capacidade para receber aviões de médio porte como Boeing 737, Fokker 100, Embraer 195 e Airbus A320.

## História
No final da década de 30, a cidade de Imperatriz era atendida pelo transporte aéreo regular através de hidroaviões (Junker) operados pelo Syndicato Condor, que utilizou o rio Tocantins de 1939 a 1945. No final da Segunda Guerra Mundial, passou a ser utilizado um aeroporto na área onde hoje se localizam diversos órgãos públicos: Hospital Regional, Universidade Federal do Maranhão, FUNAI, Fundação Nacional de Saúde, Fórum, SENAC, Colégio Dorgival Pinheiro de Sousa, Colégio Graça Aranha e SENAI. A pista de pouso media 1 200m x 30m, coberta de terra e cascalho. O aeroporto apresentava risco permanente de interdição no período chuvoso, quando os voos regulares eram suspensos.
Em março de 1955, começou a operar em Imperatriz a empresa Cruzeiro do Sul, utilizando aeronaves DC-3. Até dezembro de 1967, o aeroporto foi servido regularmente pela Real-Aerovias Brasil. Em janeiro de 1968, a Varig começou a operar no local, também com a aeronave DC-3, numa freqüência de dois voos semanais. Segundo estudos realizados a partir do final dos anos 60, era necessária a construção de um novo aeroporto, com capacidade de atendimento a aeronaves modernas e com melhores condições de infra-estrutura. Foi escolhida uma área situada a 5 km do centro da cidade. As obras do novo aeroporto foram executadas por administração direta da COMARA (Comissão de Aeroportos da Região Amazônica), mediante encomenda e indenização do II COMAR (Comando Aéreo Regional), e concluídas em 25 de maio de 1973. É administrado pela Infraero desde 3 de novembro de 1980. Em 2000, o aeroporto recebeu seu nome em homenagem ao ex-prefeito Renato Cortez Moreira, assassinado durante seu mandato, em 1993.

### Privatização
Em 07 de abril de 2021, os aeroportos de São Luís e de Imperatriz foram leiloados pelo governo federal, tendo sido arrematados pela Companhia de Participações e Concessões (CPC) do Grupo CCR. A companhia deve administrar os aeroportos por 30 anos.
O Bloco Central, composto pelos aeroportos de São Luís (MA), Imperatriz (MA), Goiânia (GO), de Palmas (TO), Petrolina (PE) e Teresina (PI) foi arrematados por R$ 754 milhões, com ágio de 9.156,01%. 

## Área de Influência
O aeroporto de Imperatriz é a porta de acesso para o sudoeste do Maranhão, uma das mais populosas e importantes regiões turísticas e culturais do Estado. Além de importante acesso a região sudoeste do Estado, o aeroporto é a melhor opção para quem deseja visitar as Chapadas das Mesas - região conhecida por suas cachoeiras, pinturas rupestres e enormes esculturas naturais. O município, segundo estimativa do IBGE 2022, conta com uma população de 273,110 mil habitantes e, mediante dados daquele instituto, em 2022, um PIB de R$ 29,592 bi.

## Características[6][3]
Atualmente operam as empresas LATAM e AZUL com voos diários, alem da aviação Geral, taxi aéreo e aeroclube. 
- Sítio Aeroportuário: 2.918.069 m²
- Estacionamento de veiculos: 280 vagas
- Estacionamento de Aeronaves: Pátio 1:  1 posição C + 3 posições C tamanhos inferiores + 6 posições A (aviação comercial)
- Terminal de passageiros: 2.380 m²
- Pista 07/25
- Taxiways: 2 taxiways
- Acessibilidade: 8 cadeiras de rodas

Piso: ASPH
Resistência: 50/F/A/X/T
Dimensões: 1798 x 45 m
PAPI na cabeceira 07
- Sistemas de aproximação por instrumentos: NDB e VOR
- Capacidade do pátio de aeronaves: 6 posições para aeronaves de pequeno porte e 4 posições para aeronaves de médio porte;
- Área do pátio de Aeronaves: 18.725,32 m²

## Movimentação
| ANO   | MOVIMENTAÇÃO(PASSAGEIROS) |
| ----- | ------------------------- |
| 2022  | 213.587                   |
| 2023  | 300.269                   |
| 2024  | 347.891                   |
| 2025* | 155.105                   |

* Até junho de 2025

## Acidentes e incidentes
- 18 de abril de 1984 - Um Embraer Bandeirante da VOTEC, de prefixo PT-GJZ colidiu no ar com outro Bandeirante da mesma empresa, de prefixo PT-GKL. O PT-GKL fez um pouso forçado no Rio Tocantins e dos seus 17 ocupantes, 16 sobreviveram. O PT-GJZ perdeu o motor esquerdo e parte da asa do mesmo lado, entrou em parafuso e caiu, matando todas as 18 pessoas a bordo.[7] Na época, era intenso o movimento de aeronaves de pequeno porte em Imperatriz. O aeroporto não possuía torre de controle e toda a coordenação dos tráfegos era feita precariamente pelos próprios pilotos. Somados a isso, um atraso de 20 minutos no voo do PP-GKL e as condições climáticas no período chuvoso foram fatores determinantes para o acidente[8]